# ایان بری
ایان بری (انگلیسی: Ian Berry؛ زادهٔ ۱۹۳۴ (۹۰–۹۱ سال)) عکاس اهل بریتانیا است.